# Chaophraya Si Suriyawong

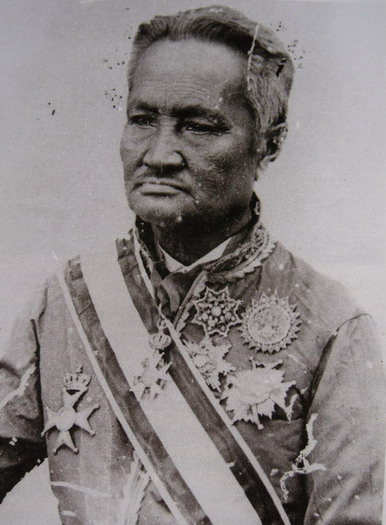
Si Suriyawong (Photographie, um 1880)

Somdet Chaophraya Borommaha Si Suriyawong (thailändisch สมเด็จเจ้าพระยาบรมมหาศรีสุริยวงศ์), eigentlich Chuang Bunnag (ช่วง บุนนาค; * 23. Dezember 1808; † 19. Januar 1883 in Ratchaburi) war ein hochrangiger siamesischer Aristokrat und Minister. Er war von 1855 bis 1869 Kalahom (Minister der Südprovinzen und des Militärs) und von 1868 bis 1873 Regent für den minderjährigen König Rama V. (Chulalongkorn). Er galt seinerzeit als einflussreichste Persönlichkeit am siamesischen Hof.

## Herkunft und Familie
Chuang stammte aus der einflussreichen aristokratischen Familie Bunnag. Sein Großvater, der mit persönlichem Namen Bunnag hieß, war ein entfernter Abkömmling des persischen Händlers Scheich Ahmad Qomi, der sich um 1600 in Ayutthaya niedergelassen und schnell großen Einfluss am Hof gewonnen hatte. Bunnag war ein Kindheitsfreund und Vertrauter von Rama I., dem Begründer der Chakri-Dynastie und diente unter diesem als Kalahom. Chuangs Vater Dit war der älteste Sohn Bunnags. Er wurde leitender Beamter, später Minister des Phrakhlang (Ministerium für Finanzen und Überseehandel) und war ein enger Vertrauter des Prinzen Chetsadabodin, dem späteren König Rama III. Dieser machte ihn 1830 zusätzlich zum Kalahom, was ihm eine Machtfülle gab, wie sie kaum ein anderer Minister in der siamesischen Geschichte hatte.
Chuang wiederum war der älteste Sohn Dits. Seine Mutter C(h)an war die Tochter des Chaophraya Phonlathep (Thong-in), der aus der ebenfalls einflussreichen „Brahmanenfamilie“ Ayutthayas stammte. Wie schon sein Vater und insbesondere wie der ungefähr gleichaltrige Prinz Mongkut, der, um Erbfolgestreitigkeiten zu vermeiden, zugunsten seines eigentlich niederrangigen Halbbruders Rama III. auf den Thron verzichtete und Mönch wurde, war er westlichem Wissen und Technologie aufgeschlossen. Er lernte Englisch, studierte Nautik und Schiffsbau und entwickelte für das von seinem Vater geleitete Handelsministerium einen neuen, rahgetakelten, Schiffstypus, der ab dem Ende der Regierungszeit Ramas III. anstelle der ursprünglichen siamesischen Segler im Überseehandel zum Einsatz kam.
Als Rama III. schwer krank wurde, bat er die Mitglieder der Familie Bunnag um Rat bezüglich der Thronfolge. Insbesondere diskutierte er mit Chuang, der damals bereits den Titel Phraya Si Suriyawong trug, die verschiedenen Möglichkeiten. Diesem teilte er mit, dass er Mongkut als einzigem Prinzen die zum Regieren nötige Weisheit zutraute, auch wenn ihm bewusst war, dass konservative Kreise ihn wegen seiner unorthodoxen, teilweise vom Ausland beeinflussten Ideen ablehnten. Im von Rama III. einberufenen Großen Rat der Prinzen und Minister bezogen die Bunnag, allen voran Si Suriyawongs mächtiger Vater, ganz entschieden Stellung für Mongkut und seinen Bruder Prinz Chudamani (später Pinklao) und sorgten dafür, dass die beiden nach dem Tod Ramas III. erster bzw. zweiter König (Uparat) wurden. Wie die Bunnag wurden die beiden von westlichen Beobachtern der reformorientierten, „fortschrittlichen Partei“ Siams zugerechnet.

## Kalahom
Der neue König Rama IV. (Mongkut) war von den Bunnag, die ihn auf den Thron gebracht hatten, abhängig und ihnen zu tiefster Dankbarkeit verpflichtet. Er verlieh Chuangs Vater und Onkel den Titel Somdet Chaophraya, der einem fast königlichen Rang entspricht und in der siamesischen Geschichte zuvor erst einmal vergeben worden war. Nach dem Tod seines Vaters 1855 folgte Si Suriyawong diesem an der Spitze des Kalahom-Ministeriums. Sein jüngerer Bruder Kham (Chaophraya Thipphakorawong) übernahm die Position des Phrakhlang (Schatz- und Außenminister). Wie der Vater hatte Si Suriyawong eine größere Machtfülle als alle anderen Minister. Europäischen Reisenden und Gesandten wie dem Briten John Bowring zufolge soll der Kalahom tatsächlich mehr Macht gehabt haben als der eher an höfischem Zeremoniell interessierte König Mongkut.
Verträge ausländischer Mächte mit Siam (z. B. der Bowring-Vertrag 1855) wurden stets mit Si Suriyawong ausgehandelt. Auf Bowrings Aufzeichnungen seiner sehr offenen Gespräche mit dem Chefminister stützen sich viele westliche Darstellungen der Geschichte Siams während der frühen Bangkok-Periode. Der Kalahom beeindruckte Bowring insbesondere mit seinen Kenntnissen der westlichen Wirtschaftstheorie und Regierungsführung, seinem Bewusstsein für die Schwächen der siamesischen Wirtschaft und Verwaltung und seinen Plänen, diese zu reformieren.

## Regent
Als Mongkut 1868 recht plötzlich an Malaria starb, ohne einen Nachfolger benannt zu haben, war es erneut an Si Suriyawong, in dem sich abzeichnenden Streit um die, nach wie vor nicht gesetzlich oder auch nur gewohnheitsrechtlich geregelte, Thronfolge zu entscheiden. Diesmal präsidierte Si Suriyawong als ranghöchster Minister über den Großen Rat. Obwohl er auch ein gutes Verhältnis zu Prinz Wichaichan, dem Sohn des verstorbenen Vizekönigs Pinklao hatte, sprach er sich für Mongkuts erst fünfzehnjährigen Sohn Chulalongkorn aus. Dabei mag das Kalkül eine Rolle gespielt haben, dass er als Regent einen minderjährigen König besonders gut beeinflussen und so die eigentliche Macht behalten konnte. Noch dazu war Chulalongkorn gesundheitlich angeschlagen, da er sich wie sein Vater mit Malaria infiziert hatte, sodass zu vermuten war, dass er womöglich nicht mehr lange leben würde. Wie von Si Suriyawong vorgeschlagen, machte der Rat Chulalongkorn zum König (Rama V.), Wichaichan zum Uparat und ihn selbst zum Regenten.
Anders als von manchen Zeitgenossen befürchtet, missbrauchte er die Position des Regenten aber nicht, um sich selbst auf den Thron zu setzen, sondern diente anscheinend als pflichtgetreuer Verweser für den jungen König, der ihn nun auch in den Rang eines Somdet Chaophraya erhob. Si Suriyawong führte die Reform- und Modernisierungspolitik Mongkuts fort. Unter anderem versuchte er, die Sklaverei abzuschaffen oder zumindest durch Besteuerung völlig unattraktiv zu machen. Der Widerstand der Konservativen war jedoch zu groß und der junge König ordnete, als Kompromiss, ab 1874 nur die schrittweise Abschaffung der persönlichen Unfreiheit in einigen Bereichen an.
Mit der Volljährigkeit Chulalongkorns 1873 hatte Si Suriyawong kein offizielles Amt mehr (die Position des Kalahom hatte er bereits 1869 an seinen ältesten Sohn Won abgegeben). Er übte jedoch immer noch erheblichen Einfluss aus. Als der König versuchte, die Finanzverwaltung und Justiz zu vereinheitlichen und zentralisieren, was seine eigene Macht gestärkt und die der alteingesessenen Aristokratenfamilien (wie der Bunnag) geschwächt hätte, drohten Si Suriyawong und andere Familienpatriarchen im Verbund mit dem Uparat Wichaichan mit der Absetzung Chulalongkorns (sogenannte „Krise des Vorderen Palasts“ 1874). Dieser stellte sein Vorhaben vorerst zurück.

## Tod und Erbe
Si Suriyawong starb 1883. Mit seinem Tod ging der Einfluss der Bunnag und überhaupt der einflussreichen aristokratischen Familien zurück. Chulalongkorn führte während seiner vier Jahrzehnte langen Herrschaft radikale Reformen der Verwaltung durch und besetzte Regierungsposten zunehmend mit seinen (Halb-)Brüdern und später mit seinen Söhnen oder mit Personen, die über keine eigene Machtbasis verfügten. So zentralisierte er die Macht bei sich selbst und seiner Familie. Won Bunnag war noch bis 1888 Kalahom. Unter seinen Söhnen und Enkeln waren noch ein General, mehrere hohe Beamte und ein Minister. Ein entfernter Abkömmling ist der Historiker und Diplomat Tej Bunnag.
Als Kalahom zur Zeit König Ramas IV. und des Aufenthalts der Anna Leonowens in Siam war Chaophraya Si Suriyawong das historische Vorbild für die Figur des „Kralahome“ in Margaret Landons Roman Anna und der König von Siam, dem darauf basierenden Musical The King and I und den mehreren Verfilmungen desselben Stoffs.

## Anmerkung
1. ↑  Der Name wird auch als Sri Suriyawongse, Sisuriyawong, Sri Suriyawong, Srisuriyawong oder Srisuriyawongse transkribiert.